# Oedopeza flavosparsa
Oedopeza flavosparsa es una especie de escarabajo longicornio del género Oedopeza, tribu Acanthocinini, subfamilia Lamiinae. Fue descrita científicamente por Monné en 1990.

## Descripción
Mide 10-12 milímetros de longitud.

## Distribución
Se distribuye por Bolivia, Brasil, Guayana Francesa y Perú.